# Метрополитен Агры
Агрский метрополитен — действующая система метро в городе Агра, Индия.

## История
Начало планирования с 2015 года, в марте 2019 утверждение Правительством Индии.

## Строительство
С декабря 2020 года. Будет иметь две линии с одной пересадкой. Стоимость проекта — 83,8 миллиардов рупий. Окончание работ первой очереди — в марте 2024 года.

## Пуск
6 марта 2024 года премьер-министр Индии Наренда Моди открыл первый участок метрополитена Агры.

## Линии
- Первая — строится. 14 км, 13 станций. Открыта 6 марта 2024.
- Вторая — строится. 15,4 км, 14 станций.

## Вагоны
В июле 2020 года заключён договор о поставке 28 трёхвагонных поездов машиностроительной компании Bombardier / Alstom.
В марте 2023 года сообщили о начале испытания в ближайшие недели первого состава.